# Sylwia Lewandowska
Sylwia Lewandowska (Toruń, 4 de enero de 1991) es una deportista polaca que compitió en remo.
Ganó una medalla de bronce en el Campeonato Mundial de Remo de 2013 y dos medallas de plata en el Campeonato Europeo de Remo, en los años 2011 y 2012.
Participó en los Juegos Olímpicos de Londres 2012, ocupando el octavo lugar en la prueba de cuatro scull.

## Palmarés internacional
| Campeonato Mundial | Campeonato Mundial      | Campeonato Mundial | Campeonato Mundial |
| Año                | Lugar                   | Medalla            | Prueba             |
| ------------------ | ----------------------- | ------------------ | ------------------ |
| 2013               | Chungju (Corea del Sur) | Medalla de bronce  | Cuatro scull       |
| Campeonato Europeo |                         |                    |                    |
| Año                | Lugar                   | Medalla            | Prueba             |
| 2011               | Plovdiv (Bulgaria)      | Medalla de plata   | Cuatro scull       |
| 2012               | Varese (Italia)         | Medalla de plata   | Cuatro scull       |